# Lewis megye (Nyugat-Virginia)
Lewis megye az Amerikai Egyesült Államokban, azon belül Nyugat-Virginia államban található. Megyeszékhelye és legnagyobb városa Weston. Lakosainak száma 17 033 fő (2020. április 1.). Lewis megye Harrison, Braxton, Webster, Upshur, Gilmer és Doddridge megyékkel határos.

## Népesség
A megye népességének változása:
| Lakosok száma | 16 388 | 16 373 | 16 421 | 16 452 | 16 448 | 17 033 |
|               | 2010   | 2011   | 2012   | 2013   | 2015   | 2020   |